# اشمبستيد غرين (باركشير)
اشمبستيد غرين (بالإنجليزية: Ashampstead Green)‏ هي قرية تقع في المملكة المتحدة في جنوب شرق إنجلترا.